# 16715 Trettenero
16715 Trettenero è un asteroide della fascia principale esterna. Scoperto nel 1995, presenta un'orbita caratterizzata da un semiasse maggiore pari a 3,173818 UA e da un'eccentricità di 0,185526, inclinata di 9,285347° rispetto all'eclittica. Ha un diametro di 9,026 km e un'albedo di 0,041.
Fa parte della famiglia di asteroidi Lixiaohua.
L'asteroide è dedicato all'astronomo italiano Virgilio Trettenero
.